# Hush Harbor Mixtape Vol. 1 Doxology
Hush Harbor Mixtape Vol. 1 Doxology ist ein Jazzalbum von Angel Bat Dawid. Die 2020 entstandenen Aufnahmen erschienen am 23. Juni 2021 als Download und limitierte Audiokassette auf dem Label International Anthem.

## Hintergrund
Hush Harbour Mixtape Vol. 1 Doxology hat die Musikerin Angel Bat Dawid während des Lockdown infolge der COVID-19-Pandemie in den Vereinigten Staaten vollständig aus Solomaterial zusammengesetzt, ähnlich wie sie dies zuvor in ihren monatlichen Chicagoer NTS-Rundfunksendungen getan hatte. Gewidmet ist das Album Escrava Anastacia, einer in Brasilien verehrten Volksheiligen, die von der katholischen Kirche nicht anerkannt wird. Unter anderem ertrug sie, dass ihre große Schönheit hinter einer strafenden Gesichtsmaske versteckt wurde, worauf das Albumcover Bezug nimmt.
Bat Dawid spielt jedes Instrument sowie die Synthesizer und hat das Album selbst aufgenommen, im Mehrspurverfahren arrangiert und abgemischt. Der Titel des Albums bezieht sich auf die „Hush Harbors“; dies waren geheime Orte in den Südstaaten der USA in der Zeit vor dem Sezessionskrieg, wo sich Sklaven zum Beten versammelten. Hush Harbour Mixtape sei durchdrungen von afroamerikanischer Geschichte, aber durch Dawids eigenen Blickwinkel, notierte Brad Rose. Besonders deutlich werde dies bei der Aufnahme von „Jumping the Broom“. Ein Chor von Stimmen schreit ekstatisch und projiziert in eine unbekannte Zukunft, während Dawid mit ihrer Klarinette darüber eine beschwingte Erzählung webt. So singt sie in „Mama Bet“: 
„Auch wenn es manchmal schwer wird, versuche es einfach weiter. Gib nicht auf. Gib die Hoffnung nicht auf. Wenn du müde bist, atme einfach tief durch und sage ‚Lass uns weitermachen. Lass uns weiter nach Hause gehen.’ Es ist gleich um die Ecke.“

## Titelliste
- Angel Bat Dawid: Hush Harbor Mixtape Vol. 1 Doxology

1. Corn=Rowzz 4:11
2. Negro Hamlet 1:53
3. Sunday Meeting of Colored People in Chicago 4:10
4. ’Goree, or Slave - Stick 2:12
5. Heathen Practices at Funerals 5:56
6. Black Family, Beaufort, South Carolina, 1862 3:10
7. Jumping the Broom 6:33
8. El Quitrin - The Joy of Livin 2:21
9. Mama Bet 3:59
10. A Young Negress, Studying the Game of Ouri 3:31
11. Husband of the Queen of Walo, Wolof 3:17
12. Negroes Leaving Their Home 03:43

Die Kompositionen stammen von Angel Bat Dawid.

## Rezeption

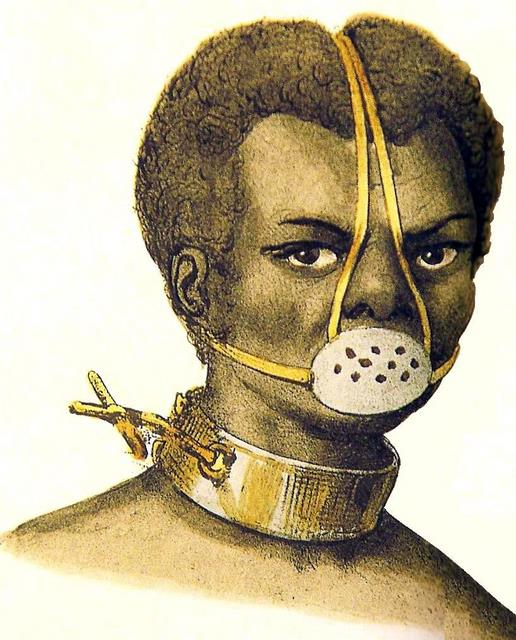
Jacques Etienne Arago: Castigo de Escravos, 1839; diese Zeichnung ist auch auf dem Albumcover wiedergegeben.

Robert Rodi (New City) ist der Ansicht, dass Angel Bat Dawids Erforschung (und Extrapolationen) afroamerikanischer Spirituals erwartbar sei; doch überraschend sei, dass es einen noch größeren nahöstlichen Schwerpunkt gebe, der über den Atlantik bis zu den Ursprüngen der Afroamerikaner zurückreiche. Bat Dawids Klarinette spiele Zeile für Zeile eine geschwungene, stimmungsvolle Melodie, und sie singe mit einem hypnotischen Melisma, das wir am ehesten mit arabischer Musik verbinden würden.  
Bat Dawid mache hier etwas Ähnliches wie die Volksheilige Escrava Anastacia; die Stücke mögen nachdenklich sein, aber sie seien ausnahmslos feierlich und ermutigend. „Jederzeit, jederzeit, jederzeit, wenn Sie einen Moment der Ruhe und des Friedens haben“, rezitiert sie aus „Heidnische Praktiken bei Beerdigungen“, „Haltet Euch sich daran fest / lasst es nicht los / setzt euch und wisst / Dass Ihr seid ganz so wie du bist, wie du bist, wie du bist.“ Auf dem abschließenden Titel „Negroes Leaving Their Home“ überlagere sie Momente der Angst, des Kummers und der Vorahnung mit berauschenden, hoffnungsvollen Passagen, die die Stimmung fast in eine Fabel treiben. Nach Ansicht des Autors sei es schwer vorstellbar, wie dieses Projekt zutiefst persönlicher sein könnte. In „Black Family, Beaufort, South Carolina, 1862“ etwa singt sie: „Es macht für dich keinen Sinn / Aber für mich macht es allen Sinn der Welt.“ Aber das sei es, was Künstler von Bat Dawids Kaliber tun; sie geben der Welt für den Rest von uns einen Sinn.
In Boomkat hieß es, Hush Harbour Mixtape Vol. 1 Doxology biete ein weiteres wichtiges Portal in ihren Sound, der von kosmischen Wirbeln zu automatisch abgestimmten Lobgesängen, minimalistischem R&B und filmischen Synthie-Anschlägen mit müheloser List und Gelassenheit gleite, um atemberaubende neue Dimensionen ihres Sounds zu offenbaren. Das Album sei „ein kraftvolles Statement, und die Musik folgt mit einer bemerkenswerten Mischung aus Klagen und Liedern der Solidarität, die ihr afroamerikanisches Erbe durch mehrere, sich überschneidende Prismen von Einfluss und Denken, die zu einem bemerkenswerten Ganzen zusammenfallen.“
Brad Rose (Foxy Digitalis) schrieb, wenn Angel Bat Dawid bei „Heathen Practices at Funerals“ durch rohe Emotionen und subtiles Auto-Tune singt, „Es gibt niemanden wie dich. Es gibt niemanden wie mich“, merke man, dass sie dies fühlt; Angel Bat Dawid sei eine Singularität. Es gab noch nie jemanden wie sie und wird es auch nie wieder geben. Der Autor zitiert hier Oui Ennuis Beschreibung von Dawid als „eine Bewegung, ein Modus“, als Reaktion darauf, dass man sie als eine Kraft bezeichnen kann. Dawids Mixtape sei sowohl ein Dokument des uralten Schmerzes und der Macht als auch ein klangliches Denkmal für zukünftige Ziele, zu denen diese erschütternde Reise führen werde. Dawid verspreche einen Ort, an dem es möglich sei, zu wachsen und Frieden zu finden. Wenn die Synthesizer und der pulsierende Beat auftauchen, ist die Dichotomie hypnotisch und der Effekt außerirdisch. Es wirke fast unwirklich, so der Autor, solch einen beeindruckenden historischen Standard in einem proto-futuristischen Prisma zu hören, und der einzige logische Ort, den man finde, liege außerhalb des Bereichs des Möglichen. Angel Bat Dawid kenne einfach keine Grenzen.